# Валлаббхаї Пател
Валлабхаі Патель (англ. Vallabhbhai Patel), відомий також як Сардар Патель —  індійський державний діяч, один з лідерів  Індійського національного конгресу. Один з авторів Конституції Індії і творців політичного устрою країни.

## Біографія
Народився 31 жовтня 1875 в невеликому місті Надіад в  Британській Індії. Після закінчення середньої школи, Патель закінчив юридичний коледж і став працювати адвокатом.
З 1900 по 1910 працював адвокатом у кримінальних справах у містах Годхра і Балсад, в цьому період Патель став одним з найвідоміших і найуспішніших адвокатів Британської Індії.
У 1910 виїхав до Лондону і вступив в юридичну корпорацію Міддл-Темпл. У 1913 повернувся до Індії, де працював адвокатом у місті Ахмедабад.
Вплив особистості Махатми Ганді на Валлабхаї був величезним. Патель підтримував прагнення Махатми домогтися незалежності Індії і він став вірним послідовником Ганді.
Після розділу  Британської Індії обійняв посаду заступника міністра закордонних справ. Патель докладав величезних зусиль для того, щоб Індія зберегла свої кордони та не розпалася на безліч дрібних держав. Заслуги Пателя перед нацією були відзначені у привласненні йому почесного прізвиська «Сердар» (лідер, вождь).
Помер 15 грудня 1950 в Мумбаї, його тіло було кремовано.

## Увічнення пам'яті
У листопаді 2013 року в Індії на річковому острові Садху Бет, що в штаті Гуджарат, заклали перший камінь у фундамент найвищого у світі монумента. Будівництво було завершене в жовтні 2018 року. 182-метрова «Статуя Єдності», що зображає Сардара Пателя, майже в два рази вища  Статуї Свободи.